# Юнацька збірна Нідерландів з футболу (U-17)
Юнацька збірна Нідерландів з футболу (U-17) — національна футбольна збірна Нідерландів, що складається із гравців віком до 17 років. Керівництво командою здійснює Футбольна федерація Нідерландів. До зміни формату юнацьких чемпіонатів Європи у 2001 році функціонувала як збірна до 16 років.
Головним континентальним турніром для команди є Юнацький чемпіонат Європи з футболу (U-17), успішний виступ на якому дозволяє отримати путівку на Чемпіонат світу (U-17). Також може брати участь у товариських і регіональних змаганнях.

## Виступи на міжнародних турнірах

### Юнацький чемпіонат Європи (U-17)
| Рік   | Раунд              | І  | В  | Н  | П  | Г+ | Г- |
| ----- | ------------------ | -- | -- | -- | -- | -- | -- |
| 2002  | груповий етап      | 3  | 1  | 1  | 1  | 10 | 7  |
| 2003  | не кваліфікувалася | 0  | 0  | 0  | 0  | 0  | 0  |
| 2004  | не кваліфікувалася | 0  | 0  | 0  | 0  | 0  | 0  |
| 2005  | віце-чемпіон       | 3  | 2  | 2  | 1  | 5  | 5  |
| 2006  | не кваліфікувалася | 0  | 0  | 0  | 0  | 0  | 0  |
| 2007  | чвертьфінали       | 4  | 1  | 1  | 2  | 9  | 9  |
| 2008  | півфінали          | 4  | 2  | 0  | 2  | 4  | 5  |
| 2009  | віце-чемпіон       | 5  | 2  | 1  | 2  | 6  | 7  |
| 2010  | не кваліфікувалася | 0  | 0  | 0  | 0  | 0  | 0  |
| 2011  | переможець         | 5  | 4  | 1  | 0  | 9  | 2  |
| 2012  | переможець         | 5  | 3  | 2  | 0  | 6  | 2  |
| 2013  | не кваліфікувалася | 0  | 0  | 0  | 0  | 0  | 0  |
| 2014  | віце-чемпіон       | 5  | 4  | 0  | 1  | 16 | 5  |
| 2015  | груповий етап      | 3  | 0  | 3  | 0  | 2  | 2  |
| 2016  | півфінали          | 5  | 3  | 0  | 2  | 4  | 4  |
| 2017  | чвертьфінали       | 4  | 1  | 1  | 2  | 4  | 7  |
| 2018  | переможець         | 6  | 3  | 3  | 0  | 10 | 3  |
| 2019  | переможець         | 6  | 5  | 0  | 1  | 15 | 6  |
| Разом | 13/18              | 55 | 31 | 12 | 13 | 96 | 60 |

### Юнацький чемпіонат світу (U-17)
| Рік   | Раунд              | Місце              | І                  | В                  | Н                  | П                  | Г+                 | Г-                 |
| ----- | ------------------ | ------------------ | ------------------ | ------------------ | ------------------ | ------------------ | ------------------ | ------------------ |
| 1985  | не кваліфікувалася | не кваліфікувалася | не кваліфікувалася | не кваліфікувалася | не кваліфікувалася | не кваліфікувалася | не кваліфікувалася | не кваліфікувалася |
| 1987  | не кваліфікувалася | не кваліфікувалася | не кваліфікувалася | не кваліфікувалася | не кваліфікувалася | не кваліфікувалася | не кваліфікувалася | не кваліфікувалася |
| 1989  | не кваліфікувалася | не кваліфікувалася | не кваліфікувалася | не кваліфікувалася | не кваліфікувалася | не кваліфікувалася | не кваліфікувалася | не кваліфікувалася |
| 1991  | не кваліфікувалася | не кваліфікувалася | не кваліфікувалася | не кваліфікувалася | не кваліфікувалася | не кваліфікувалася | не кваліфікувалася | не кваліфікувалася |
| 1993  | не кваліфікувалася | не кваліфікувалася | не кваліфікувалася | не кваліфікувалася | не кваліфікувалася | не кваліфікувалася | не кваліфікувалася | не кваліфікувалася |
| 1995  | не кваліфікувалася | не кваліфікувалася | не кваліфікувалася | не кваліфікувалася | не кваліфікувалася | не кваліфікувалася | не кваліфікувалася | не кваліфікувалася |
| 1997  | не кваліфікувалася | не кваліфікувалася | не кваліфікувалася | не кваліфікувалася | не кваліфікувалася | не кваліфікувалася | не кваліфікувалася | не кваліфікувалася |
| 1999  | не кваліфікувалася | не кваліфікувалася | не кваліфікувалася | не кваліфікувалася | не кваліфікувалася | не кваліфікувалася | не кваліфікувалася | не кваліфікувалася |
| 2001  | не кваліфікувалася | не кваліфікувалася | не кваліфікувалася | не кваліфікувалася | не кваліфікувалася | не кваліфікувалася | не кваліфікувалася | не кваліфікувалася |
| 2003  | не кваліфікувалася | не кваліфікувалася | не кваліфікувалася | не кваліфікувалася | не кваліфікувалася | не кваліфікувалася | не кваліфікувалася | не кваліфікувалася |
| 2005  | третє місце        | 3-є                | 6                  | 4                  | 0                  | 2                  | 12                 | 10                 |
| 2007  | не кваліфікувалася | не кваліфікувалася | не кваліфікувалася | не кваліфікувалася | не кваліфікувалася | не кваліфікувалася | не кваліфікувалася | не кваліфікувалася |
| 2009  | груповий етап      | 13-е               | 3                  | 1                  | 0                  | 2                  | 3                  | 4                  |
| 2011  | груповий етап      | 20-е               | 3                  | 0                  | 1                  | 2                  | 3                  | 5                  |
| 2013  | не кваліфікувалася | не кваліфікувалася | не кваліфікувалася | не кваліфікувалася | не кваліфікувалася | не кваліфікувалася | не кваліфікувалася | не кваліфікувалася |
| 2015  | не кваліфікувалася | не кваліфікувалася | не кваліфікувалася | не кваліфікувалася | не кваліфікувалася | не кваліфікувалася | не кваліфікувалася | не кваліфікувалася |
| 2017  | не кваліфікувалася | не кваліфікувалася | не кваліфікувалася | не кваліфікувалася | не кваліфікувалася | не кваліфікувалася | не кваліфікувалася | не кваліфікувалася |
| 2019  | четверте місце     | 4-е                | 7                  | 3                  | 0                  | 4                  | 18                 | 24                 |
| 2021  | не визначено       | не визначено       | не визначено       | не визначено       | не визначено       | не визначено       | не визначено       | не визначено       |
| Разом | 4/19               | 3-є                | 12                 | 5                  | 1                  | 6                  | 18                 | 19                 |